# الاتحاد الوطني للأعمال المستقلة
الاتحاد الوطني للأعمال المستقلة (NFIB) هو منظمة ضغط يمينية محافظة ومقرها ناشفيل، تينيسي وتقع مكاتبها في واشنطن العاصمة بالولايات المتحدة، وفي جميع عواصم الولايات الأمريكية الخمسين. تتركز جهود الضغط التي يبذلها الاتحاد الوطني للأعمال المستقلة على تأثير التشريع الحالي والمقترح على الأعمال التجارية (الأعمال التجارية الصغيرة في المقام الأول) والممارسات المهنية على جميع مستويات الحكومة، وعلى المستوى الاتحادي وعلى مستوى الولاية بشكل أساسي. وتسمى لجنة العمل السياسية الخاصة به الصندوق الاستئماني للحفاظ على الشركات الأمريكية المستقلة. يطلق الاتحاد على نفسه اسم الاتحاد غير الحزبي ولكنه ساهم تاريخيًا بكثافة في دعم مرشحي الحزب الجمهوري لمنصب الرئاسة. ويدعي الاتحاد الوطني للأعمال المستقلة وجود قاعدة عضوية تتكون من 350000 عضو.

## معلومات تاريخية
أسس ويلسون هاردر الاتحاد الوطني للأعمال المستقلة عام 1943 وحافظ على مقره في سان ماتيو، كاليفورنيا حتى عام 1992 عندما نُقل إلى ناشفيل.
ومنذ بداية تأسيسه، تم تحديد آراء الاتحاد الوطني للأعمال المستقلة عن طريق تصويت أعضائه. كانت بطاقات الاقتراع الدورية (المشار إليها باسم تفويضات) ترسل إلى أعضائه الذين كانت تتاح لهم الفرصة آنذاك لإبداء آرائهم بشأن المسائل المعروضة. وبمجرد حساب الأصوات، يصبح رأي الأغلبية هو رأي الاتحاد الوطني للأعمال المستقلة.
في السنوات الأخيرة دعم الاتحاد الوطني للأعمال المستقلة بعض البنود مثل إصلاح الضرر، وإلغاء الضريبة العقارية وتقليص الأوراق الحكومية، وعارض اللوائح الخاصة بخفض تكاليف الرعاية الصحية والتأمين الصحي. وكان تخفيض أسعار التأمين الصحي واحدة من نقاط بيع عضوية الاتحاد الوطني للأعمال المستقلة.
تطور الاتحاد الوطني للأعمال المستقلة من رؤية ريادة الأعمال في عام 1943 حتى أصبح منظمة وطنية. صنفت مجلة فورتشن الاتحاد الوطني للأعمال المستقلة باعتباره أول منظمة ضغط تجاري (الثالث في الترتيب العام) على مستوى جميع الجماعات الحقوقية. في شهر مايو عام 1943، ترك ويلسون هاردر وظيفته في غرفة التجارة الأمريكية لتأسيس الاتحاد الوطني للأعمال المستقلة في بورلينغامي، كاليفورنيا، (ثم انتقل إلى سان ماتيو)، لاعتقاده أنه لا توجد منظمة تمثل حقًا مصالح الأعمال التجارية الصغيرة. أنشأ هاردر بطاقة اقتراع التفويض، والتي يتم إرسالها إلى الأعضاء بشكل منتظم، لمعرفة آرائهم في القضايا التي تؤثر على أعمالهم التجارية. ثم يقوم بإرسال آراء الأعضاء إلى الكونغرس (ثم إلى هيئة التشريع في الولاية). بدأ الاتحاد الوطني للأعمال المستقلة الذي أسسه هاردر كمنظمة ربحية ثم أصبح المنظمة غير الهادفة للربح الموجودة حاليًا.
وخلف هاردر نجله جون عام 1969، ثم أقاله المجلس وعين بدلاً منه ويلسون إس جونسون، الذي ظهر من خلال تصنيفات المنظمة العاملة في مجال المبيعات الميدانية. وخلال الفترة التي رأس فيها جونسون، بدأ الاتحاد الوطني للأعمال المستقلة في الحصول على المزيد من التقدير في واشنطن وفي بعض عواصم الولايات بحلول سبعينيات القرن العشرين. وفي أوائل ثمانينيات القرن العشرين، أنشأ جونسون مؤسسة الاتحاد الوطني للأعمال المستقلة. ولتشجيع اشتراك الأعضاء، أنشأ مجالس الأعمال، والتي تطورت عام 1987 إلى مجالس استشارية للحراسة، والتي تعرف الآن باسم المجالس القيادية.
وقد خلف جونسون كرئيس (ولكنه ظل رئيسًا لمجلس الإدارة) جون سلوان في عام 1983 - وهو أول رئيس تنفيذي يأتي من خارج المنظمة. وضع سلوان هيكل الأعمال التجارية مع مدير المبيعات، والمالية والإدارة التي يديرها رئيس الشؤون المالية (معًا في سان ماتيو)، والعملية السياسية العامة التي يديرها المدير العام في واشنطن. ونُقل مكتب سان ماتيو في النهاية إلى ناشفيل، تينيسي في عام 1992.
اعتقد سلوان أنه من أجل مساعدة قوة المبيعات الميدانية في الحصول على الفرص وزيادة المبيعات، فمن الضروري زيادة التركيز على وسائل الإعلام وزيادة الوعي العام للمنظمة. وقد رفع سلوان أيضًا مساهمات الأعضاء للمؤسسة ولجنة العمل السياسية.
في عام 1983، أنشأ الاتحاد مؤسسة خدمات الأعضاء التابعة للاتحاد الوطني للأعمال المستقلة باستثمار أولي يبلغ 10000 دولار في أسهم رأس المال. والمؤسسة مملوكة بالكامل للاتحاد الوطني للأعمال المستقلة. وكان الغرض منها (ولا يزال) توفير البرامج التجارية لمساعدة الشركات الأعضاء في خفض تكاليف التشغيل. وقد شملت البرامج تعويضات العمال والتأمين على الصحة والحياة، وخدمات تجهيز البطاقات التجارية.
في عام 1992، وعقب وفاة جون سلوان، قام جاك فارس بدور الرئيس وبدأ في التحول من منظمة تحركها[-]المبيعات إلى منظمة يحركها السوق / الأعضاء. وقد تحدد الغرض من الاتحاد الوطني للأعمال المستقلة بوضوح وهو التأثير على السياسة العامة على المستوى الاتحادي وعلى مستوى الولاية من خلال النشاط السياسي والشعبي والضغط بطريقة متكاملة ومنسقة.
وخلال الفترة التي رأس فيها فارس، كان هناك المزيد من التركيز على الاهتمام الشخصي بالأعضاء. في السنوات القليلة الماضية، تسارعت جهود الاتحاد الوطني للأعمال المستقلة لتشجيع مشاركة الناشطين. وتم إنشاء هيكل إداري جديد مكونًا من خمس مناطق. وتم إضافة المزيد من الموظفين لرفع مستوى وعي الاتحاد الوطني للأعمال المستقلة على مستوى الولاية وتشجيع نشاط الأعضاء، بما في ذلك النشاط السياسي المباشر عبر إنشاء إدارة سياسية متطورة. وحاليًا تتم إدارة التسويق والإعلام والدعم الشعبي/ السياسي داخل المناطق - لأنها تؤدي إلى مستوى أعلى من مشاركة الأعضاء، والحصول على المزيد من اهتمام وسائل الإعلام والظهور السياسي الكبير.
أنشأ الاتحاد الوطني للأعمال المستقلة منطقة تقع مقراتها في دالاس، بتكساس، وكولومبوس، بأوهايو، ولوس أنجلوس، بكاليفورنيا، وناشفيل، بتينيسي، وسيلفر سبرينغ، بماريلاند. وتعمل كل منطقة باعتبارها وحدة تجارية تتحمل المسؤولية النهائية عن نمو الأعضاء واستبقائهم في المنطقة.
أعلن جاك فارس تقاعده في أوائل عام 2005. وقام المجلس بتشكيل لجنة بحث ووقع اختياره على تود إيه ستوتليماير ليصبح الرئيس الخامس للاتحاد الوطني للأعمال المستقلة. تولى ستوتليماير رئاسة الاتحاد الوطني للأعمال المستقلة في 15 فبراير 2006 واضعًا نصب عينيه تحسين البنية التحتية للتكنولوجيا والأبحاث غير الحزبية للاتحاد. وقام ستوتليماير بحل المكاتب الإقليمية التي أقيمت خلال سنوات إدارة فارس.
وفي فبراير 2009، أصبح دان دانر الرئيس السادس للاتحاد الوطني للأعمال المستقلة.

## السياسة
على الموقع الإلكتروني للاتحاد الوطني للأعمال المستقلة إنه «منظمة غير هادفة للربح، وغير حزبية تأسست في عام 1943» وإنه «يمثل الآراء التي اتفق عليها أعضاؤه في واشنطن وفي عواصم الولايات الخمسين». وتسمى PAC الخاصة بالاتحاد باسم الصندوق الاستئماني للحفاظ على الشركات الأمريكية المستقلة (SAFE). وتتجه تبرعات المنظمة بشكل كبير لصالح الجمهوريين.
في عام 2010، تم انتخاب 25 عضوًا من أعضائه، جميعهم من الجمهوريين، في الكونغرس في دورته رقم 112. وينتمي عدد منهم، مثل راند بول، وجيف دنكان، وبول جوسار، وكريستي نويم لحركة حزب الشاي أو يؤيدها. وفي العام نفسه، عارض الاتحاد الوطني للأعمال المستقلة تشريع إصلاح الرعاية الصحية المعروف باسم قانون حماية المريض وتوفير الرعاية الصحية بأسعار معقولة بينما دعم بعض المدافعين عن الأعمال التجارية الصغيرة هذا الإجراء. وانضمت المنظمة للولايات الستة والعشرين في دعوى قضائية للطعن في دستورية هذا القانون. تم النظر في هذه القضية أمام المحكمة العليا، التي أصدرت حكمها على الاتحاد الوطني للأعمال المستقلة ضد سيبيليوس في 28 يونيو 2012، بالتمسك بمعظم أحكام هذا القانون.

## وصلات خارجية
- الموقع الرسمي
- Sourcewatch Page
  - 2009–2010 Cycle Reports[وصلة مكسورة] and Reports Image Index
- Independent Expenditures and profile at OpenSecrets.org